# المجسطي

رسم هندسي يستخدمه هيبارخوس في تحديد المسافات بين الشمس والقمر

كتاب المَجَسْطِيّ (باليونانية: Μαθηματική σύνταξις، وتلفظ «ماثماتيكي سينتاكسيس» وتعني حرفيًا «الرسالة الرياضياتية») هو رسالة بحثية في الفلك والرياضيات ألفه العالم الإغريقي بَطْلَيْموس عام 148م في الإسكندرية. يعتقد أنه أقدم كتاب معروف في الفلك. ترجمه للعربية حنين بن إسحاق ومن الترجمة العربية تُرجم الكتاب إلى اللغة اللاتينية ثم إلى بقية اللغات الأوروبية. لهذا السبب، اسم الكتاب العربي هو المستخدم في التراجم حيث يسمى الكتاب (باللاتينية: Almagest) من كلمة المجسطي العربية وليس الاسم اليوناني الأصلي.
تم تأليف العديد من الكتب العربية والأوروبية في دعم أو نقد وتصحيح المجسطي. وتبدو التسمية العربية محاولة لدمج كلمتي عنوان الكتاب. وبهذا العنوان عرف الكتاب حتى في المصنفات الأوروبية الحديثة، على الرغم من العثور على نسخة بيزنطية يونانية من الكتاب في وقت متأخر. يبدو أن مرد ذلك إلى أن أول ترجمة ظهرت واشتهرت في اللاتينية اعتمدت على ترجمة عربية.

## الاسم
المجسطي هو الاسم الأصلي للترجمة العربية لكتاب بطليموس حين ترجم الكتاب أول مرة.

## المحتوى
يقسم كتاب المجسطي إلى ثلاثة عشر جزءاً، تسمى في حد ذاتها كتبا. يتعلق كل جزء بمفهوم فلكي مرتبط بأفلاك الفضاء والنظام الشمسي عامة، وعلاقة هذا النظام بكوكب الأرض. ويعتقد مؤرخو علم الفلك أن النتائج التي توصل إليها بطليموس في كتابه ارتكزت أساساً على نتائج سبق أن توصل إليها سلفه هيبارخوس.
- يحتوي الكتاب الأول على علم الكون كما رآه أرسطو: السماوات على شكل كروي، والأرض كرةً ثابتة غير متحركة في المركز، مزينة بنجوم ثابتة يضاف إلى ذلك مختلف الكواكب الدائرة حول الأرض. يتبعه شرح لأوتار الدائرة ولائحة من هذه الأوتار. كما يحتوي على ملاحظات لمسار الشمس وميلانه بالنسبة إلى النجوم الثابتة، وينتهي بمقدمة إلى حساب المثلثات الكروية.
- الكتاب الثاني
- الكتاب الثالث، يحتوي على طول السنة وحركة الشمس. يشرح بطليموس فيه اكتشاف هيبارخوس لمبادرة الاعتدالات ويبدأ في شرح نظرية التدوير.
- الكتاب الرابع والخامس، يحتوي على حركة القمر، التزيح القمري، حركة الأوج القمري، وحجم ومسافة الشمس والقمر بالنسبة إلى الأرض.
- الكتاب السادس، يحتوي على كسوف الشمس وخسوف القمر.
- الكتاب السابع والثامن،
- الكتاب التاسع، يعالج القضايا العامة المرتبطة بإنشاء نماذج للكواكب الخمسة المنظورة بالعين المجردة وحركة عطارد.
- الكتاب العاشر، يرصد حركة الكوكبين الزهرة والمريخ.
- الكتاب الحادي عشر، يرصد حركة الكوكبين المشتري وزحل.
- الكتاب الثاني عشر،
- الكتاب الثالث عشر، يشرح الحركة في خطوط العرض، أي انحراف الكواكب عن مسير الشمس.

### نموذج الكواكب حسب بطليموس
أعطى بطليموس الترتيب التالي للكواكب من أقربها إلى أبعدها
1. القمر
2. عطارد
3. الزهرة
4. الشمس
5. المريخ
6. المشتري
7. زحل
8. فلك الثوابت (الغلاف المحيط بالنجوم الثابتة)

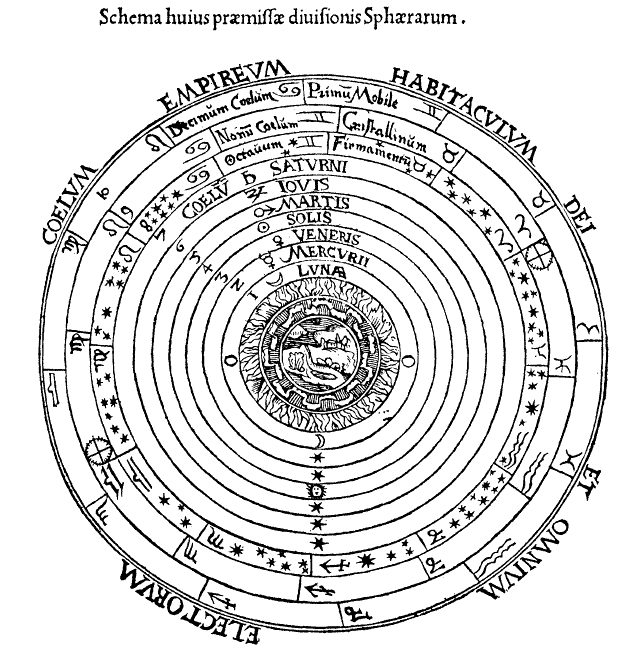
النظام البطليموسي

## وصلات خارجية
- الترجمات العربية لكتاب المجسطي لبطليموس بقلم الأستاذ بول كونيتش